# 李日宣
李日宣，字本晦，一字晦伯，號缉敬，江西吉安府吉水縣人，明朝政治人物。

## 生平
李日宣是邹元标弟子，万历三十四年（1606年）与叔父李生文同中丙午科江西鄉試舉人，四十一年癸丑（1613年）成進士，授中书舍人，擢雲南道御史。天启元年（1621年），以濫薦逐臣，停俸三月。二年，巡视河東鹽政。還朝，以族父李邦華任兵部侍郎，避嫌歸鄉。五年七月，阉党倪文焕弹劾李邦华、李日宣为東林黨，遂被削籍为民。崇禎元年（1628年），起复为福建道御史，巡按河南，還朝掌河南道事。因得罪宦官王坤，遷大理寺丞，晋太常寺卿。九年冬，擢兵部右侍郎，鎮守昌平。久之，轉左侍郎，協理戎政。十三年九月，廷推为吏部尚书。十五年五月，以會推閣臣，忤大學士陳演，奪職，六月，下日宣等六人于刑部狱。七月，谪李日宣、章正宸、张煊戍边，房可壮、宋玫、张三谟削籍，赦还后病逝。著有《敬修堂全集》三十卷。

## 延伸阅读
[在维基数据编辑]
 《明史卷二百五十四》，出自《明史》